# Dove vai tutta nuda?
Pour plus de détails, voir Fiche technique et Distribution.
Dove vai tutta nuda? est une comédie érotique italienne de Pasquale Festa Campanile, sortie en 1969,.

## Synopsis
Lors d'un voyage à Londres, le jeune banquier italien Manfredo Luna fait la rencontre alors qu'il est saoul d'une jeune et jolie fille prénommée Tonino. C'est le coup de foudre et les deux tourtereaux se marient très vite et Tonino vient vivre chez Manfredo à Rome. Tonino dit toujours franchement ce qu'elle pense, pratique couramment le nudisme lorsqu'elle est chez elle et n'hésite pas à aider son prochain en difficulté...

## Fiche technique
Sauf indication contraire, les informations mentionnées dans cette section peuvent être confirmées par la base de données cinématographiques IMDb,  présente dans la section « Liens externes ».
- Titre original italien : Dove vai tutta nuda?[3] (litt. « Où allez-vous toute nue ? »)
- Réalisation : Pasquale Festa Campanile
- Scénario : Pasquale Festa Campanile, Ottavio Jemma (it), Sandro Continenza, Luigi Malerba
- Photographie : Roberto Gerardi
- Montage : Marcello Malvestito
- Musique : Armando Trovajoli
- Production : Mario Cecchi Gori
- Sociétés de production : Fair Film
- Pays de production :  Italie
- Langue originale : italien
- Format : Couleur par Technicolor - Son mono - 35 mm
- Genre : Comédie érotique italienne
- Durée : 93 minutes (1 h 33[3])
- Dates de sortie :
  - Italie : 12 septembre 1969
  - Allemagne de l'Ouest : 24 avril 1970
- Classification :
  - Allemagne de l'Ouest : Interdit aux moins de 16 ans[4]

## Distribution
- Maria Grazia Buccella : Tonino
- Tomas Milian : Manfredo
- Gastone Moschin : Le président
- Lea Lander : La femme du président
- Mario Cecchi Gori : Le psychanalyste
- Vittorio Gassman : Rufus Conforti
- Tito LeDuc : Un serveur
- Giancarlo Badessi : Un serveur
- Angela Luce : La prostituée

## Bande originale
La chanson Dove vai tutta nuda?, audible au générique d'ouverture du film, est chantée par l'actrice Maria Grazia Buccella qui, avec ce single, rencontre son premier succès en tant que chanteuse.